# Neziderské jezero

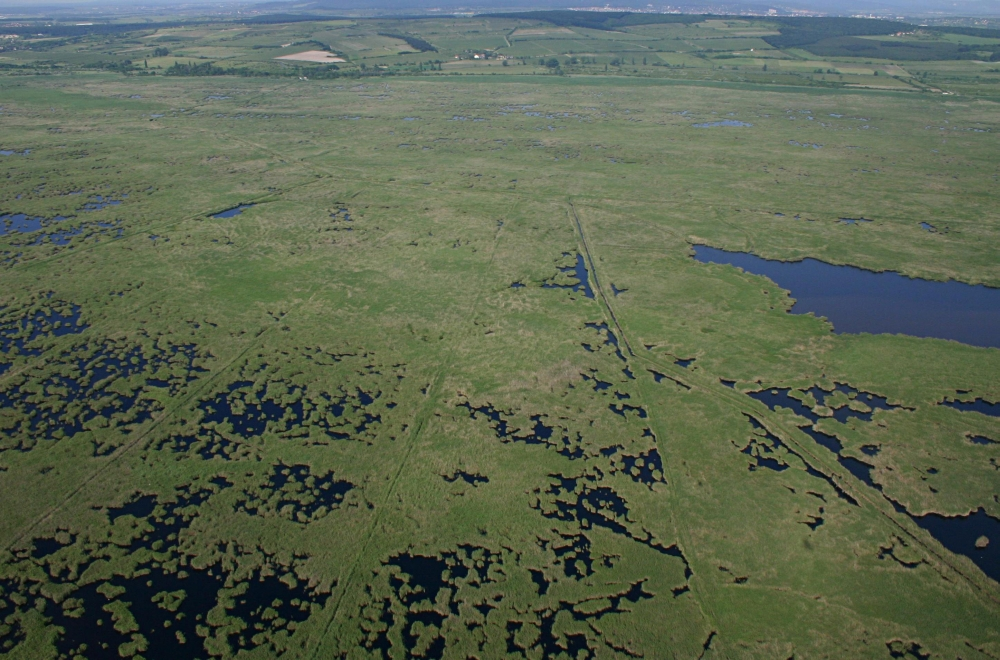
Plochy zarostlé rákosem.

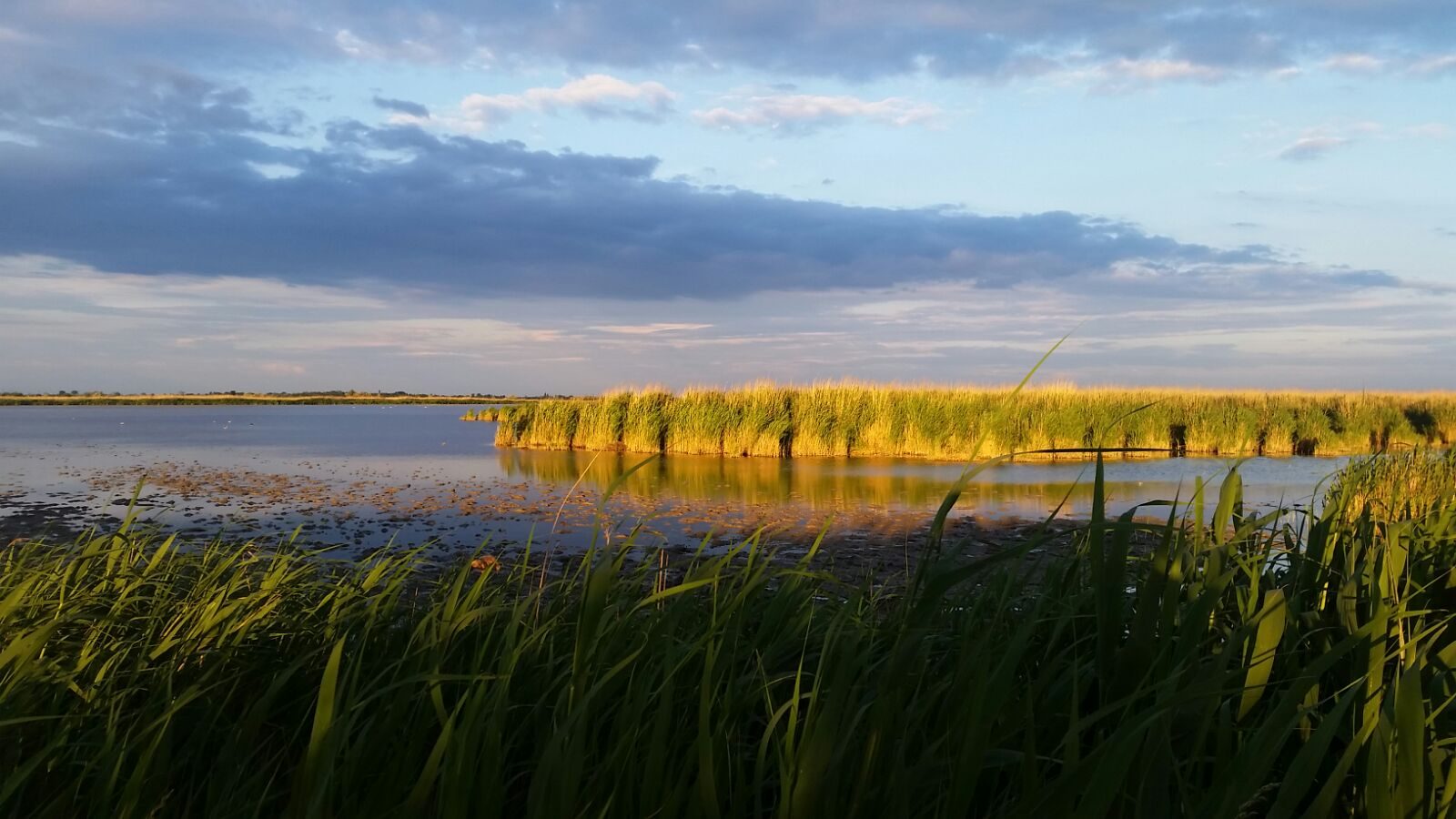
Břehy jezera.

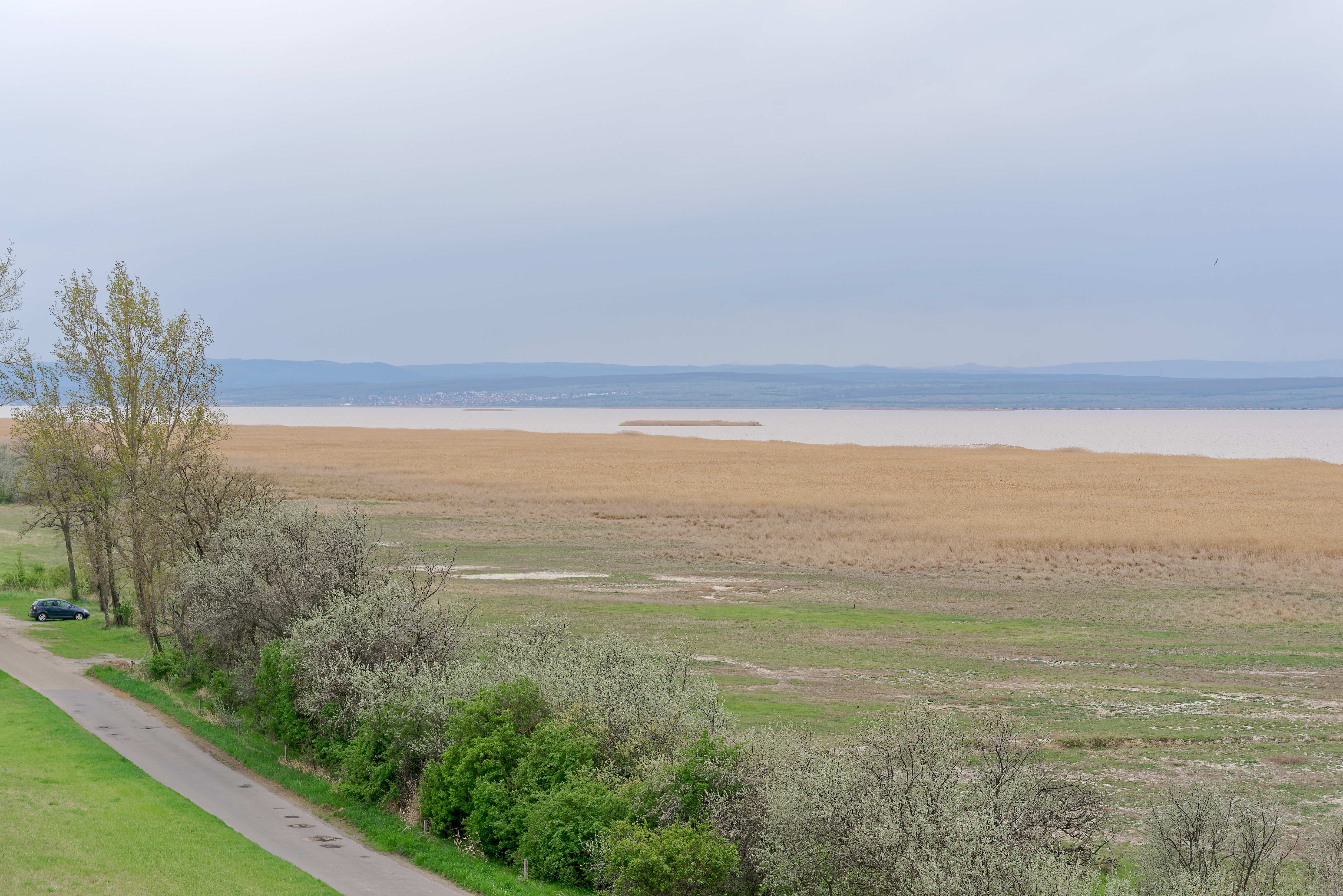
Břeh jezera.

Neziderské jezero (německy Neusiedler See, maďarsky Fertő-tó, přičemž fertő znamená bažina) je velké stepní jezero a spolu s Balatonem je v tomto v Evropě unikátní. Jezero leží na pomezí rakouské spolkové země Burgenland a maďarské župy Győr-Moson-Sopron. Rakouská část je současně největším jezerem v Rakousku. Vyznačuje se pásmem rákosí, velmi malou hloubkou, mírným a větrným klimatem. Jedinečná fauna a flóra jsou chráněny rakouským národním parkem Neusiedler See - Seewinkel a maďarským Fertő-Hanság a také zapsáním na Seznam světového dědictví UNESCO (v roce 2001).

## Přírodní poměry

### Části jezera
Jezero má přibližně tvar obuvnické lžíce. Severní část se nazývá Neziderská zátoka (Neusiedler Bucht), užší část se nazývá Illmitzer Seeenge a úplně na jihu leží rákosím zarostlé Silbersee.

### Rozměry
Rozloha jezera je podle vodní hladiny přibližně 315 km², z toho leží 240 km² v Rakousku a 75 km² v Maďarsku. Rakouská část je největší vodní plochou v Rakousku. Povodí jezera má rozlohu 1 120 km². Hlavní severojižní délka jezera je 36 km a šířka se pohybuje mezi 6 až 12 km. Výška zemského zakřivení mezi Neusiedl am See a Mörbisch je 9,6 m, takže není vidět z jednoho konce na druhý.
Břehy jsou nízké, silně bažinaté. V létě (vlhké období) se rozměry Neziderského jezera zvětšují. V zimě někdy promrzá až do dna. Jezero leží v Malé uherské nížině, západně od Velké uherské nížiny. 

## Fauna a flóra
Již zmíněný pás rákosu slouží jako úkryt pro divokou zvěř (což činí jezero důležitým místem odpočinku pro stěhovavé ptáky). V zimě se zvířata pohybují přes zamrzlou hladinu řeky. Žije zde 40 druhů savců, včetně sysla obecného, dále potom tchoře stepního a křečka polního. 
Maďarský přírodovědec István Fászl předpokládal, že zde žije na 300 druhů ptáků. Je zde velká populace volavek popelavých a zastoupeny jsou i další druhy volavek. Přítomen je rovněž i čáp bílý, který je považován za symbol regionu. V jezeře žije velké množství druhů ryb, jako např. štika, candát, sumec velký, cejnek malý, cejn velký a další. Úhoř je pro toto jezero druhem nepůvodní a byl sem introdukován jako zdroj obživy. 

### Teplota vody
Voda mělkého jezera rychle získá stejnou teplotu jako okolní vzduch. Ve zvláště horkých dnech lze snadno dosáhnout teploty vody až 30 °C; Jezero se však rychle ochladí, když přes něj projde bouřková fronta  V létě je proto naměřeno průměrně mezi 22 až 23 °C. Patří k nejrychleji se prohřívajícím jezerům v Evropě.

### Hladina vody
V průběhu roku hladina vody osciluje o 60 – 80 cm. Nejnižší hladina je většinou v měsíci srpnu, kdy je nejtepleji.

### Vítr
Vanoucí větry mohou přesouvat vodní masu a vytvářet rozdíl výšky hladiny vody mezi severní a jižní částí jezera. 

### Rákosový pás
Jezero je téměř celé obklopeno rákosovým pásem, který vytváří jedinečné prostředí pro místní faunu. Díky převládajícím severozápadním větrům roste na východním břehu méně rákosí než na západním. U Donnerskirchen dosahuje pás rákosí šířky 5 km, Podersdorf leží na jediném bezrákosovém místě dlouhém 2 km. Rákosový pás, pokrývající až čtyři pětiny jezera, je místem hnízdění vodního ptactva, které je v Rakousku chráněno v rámci uvedeného národního parku.

## Historie

### Nejstarší období
Před 20 miliony let nastal tektonický propad v Panonské nížině, později byl zalit vodou Tethyského moře. Po poklesnutí moře před 11 miliony let vypadala Panonie jako slané až poloslané jezero. Obsah soli klesal tak, že se sůl ukládala v sedimentech. Na konci poslední doby ledové před 13 tisíci lety se uvolnil Dunajský ledovec a při posledním posunu byly utvářeny dnešní sedimenty v pánvi Neziderského jezera. Jezero je pozůstatkem původního moře. Předpokládá se, že mohlo vzniknout někdy před 25 tisíci lety.
Stopy lidského osídlení kolem Neziderského jezera sahají až do období mladší doby kamenné. Souvislé osídlení vzniklo v 7. století př. n. l., zpočátku lidmi halštatské kultury. Nedaleko Fertőrákosu existovaly dvě římské vily a mithraistický chrám ze 3. století. Ve 4. století n. l. nechal jezero údajně vysušit císař Galerius.
V polovině 16. století procházela přes jezero po nějakou dobu linie bojů mezi habsburským a tureckým vojskem. V bažinách okolo jezera se ukrývali lidé, kteří byli kvůli válce nuceni opustit svoje stavení.
Jezero se postupně zmenšuje. Historické mapy jej zaznamenaly v mírně větší rozloze, než kterou je ta dnešní. Roku 1768 byla zaznamenána rozloha 515 km2 Mapy prvního vojenského mapování vyobrazily jezero v podobě, která zasahovala až k hlavní ulici (Obere Hauptstrasse) ve městě Neusiedl am See. Jezero rovněž začínalo u obcí Illmitz a Apetlon, které jsou dnes značně od břehu vzdálené. V jihovýchodní části jezerního břehu se močály rozšiřovaly východní stranou do prostoru současné rakousko-maďarské hranice (Hanság) a na některých místech se nacházela menší jezírka. Močál končil na východní straně přibližně u vesnice Lébény.

### 19. století
V druhé polovině 19. století probíhalo rozsáhlé odvodňování této bažinaté krajiny s cílem získat více zemědělské půdy. V letech 1775 až 1780 byl přes oblast Hanság prokopán kanál a mezi Pamhagenem a Esterházy postavena hráz. Kanál byl následně ještě rozšířen a přistavěny k němu různé další. Po velké povodni v roce 1838 byla diskutována možnost naprostého zrušení jezera (vypuštění a rozparcelování dna jako zemědělské půdy). Po vypuštění jezera se však ukázalo být ohroženo živobytí místních rybářů, plán tak byl nakonec opuštěn. Roku 1857 zasáhly bývalé vysušené močály požáry a o rok později zdecimovaly úrodu okolních polí hejna kobylek. V letech 1864 až 1871 bylo jezero opět vypuštěno a na jeho dně se pěstovala rýže. Velké množství minerálů se však větry roznášelo na okolní pole, což působilo zemědělcům další škody. Navíc se dno jezera ukázalo být velmi málo úrodné.
Jezero několikrát také vyschlo, zatím poslední případ nastal v roce 1867 po 5 letech sucha. Za posledních téměř dvacet tisíc let se tento proces odehrál zhruba stokrát. 
Během existence Rakousko-Uherska byla v Neusidelu provozována plachetní škola, která sloužila pro výcvik rakouských námořníků.

### 20. a 21. století
V první polovině 20. století existovaly plány zmenšit jezero pomocí různých hrází, nicméně žádný z nich nebyl uskutečněn, čímž byla ochráněna původní podoba jezera. Projekt byl schválen v roce 1918, nicméně nebyl v souvislosti se změnami hranic uskutečněn (Zalitavsko, resp. Uhersko podepsáním trianonské smlouvy ztratilo většinu území jezera. Státní hranice nově probíhala skrz jezero. Motivaci pro jeho spuštění byl především nedostatek potravin v Předlitavsku, který v posledním válečném roce dosahoval hodnot blízkých hladomoru. V roce 1955 bylo zjištěno, že největší ložiska minerální vody v Evropě se nacházejí pod Neziderským jezerem a mají přibližnou rozlohu 250 km². V roce 1965 byla v Mekszikópusztě zahájena regulace hladiny jezera, která snížila riziko záplav a zpomalila růst rákosí. V roce 1971 byla diskutována myšlenka výstavby mostu přes jezero, nicméně byla následně kritizována ekology a nakonec opuštěna. Jejich petici podpořilo okolo 20 tisíc lidí.
Dnes se hladina jezera leží v nadmořské výšce 115,45 m. Maximální hloubka jezera je 1,8 m. Běžné kolísání hladiny v průběhu roku je +/- 0,6 až 0,8 m. Nejnižší hladina byla naměřena v srpnu. Přítok do jezera zajišťují z 80 % podzemní prameny a z 20 % malá řeka Wulka. Voda v jezeře je mírně slaná. Voda z jezera odtéká pouze kanálem Einserkanal, který byl postaven v letech 1895 až 1909. Tak je na území Maďarska jezero svázáno s povodím Dunaje.
Do roku 1989 docházelo k pokusům překonat jezero, které bylo jako součást maďarsko-rakouské státní hranice součástí tzv. Železné opony. Vzhledem k močálům však byla hranice méně střežená. Strážní věže se zde však nacházely. Nemalý počet lidí zde kvůli náročným podmínkám přišel o život.
Rakouská spolková země Burgenland zvažuje plány na dodatečné přivádění vody z Dunaje. Taková skutečnost by však zcela zničila původní ekosystém, neboť místní voda má zcela jiné složení, navíc voda z veletoku může být znečištěna. Namísto toho by voda z jezera by měla být pro zavlažování polí nahrazena vodou z Dunaje. Tím se sníží odtok z jezera a nároky na vodu z něj. Hladinu jezera i přes regulaci ovlivňují velké vlny sucha, např. v roce 2003, kdy se s ní potýkala celá Evropa, nebo v roce 2022, kdy hladina jezera klesla téměř o 50 centimetrů. Jezeru hrozí v souvislosti s klimatickou změnou vyschnutí.
V roce 2020 zasáhl břeh jezera, resp. rákosové pásy, rozsáhlý požár.
Turistický rozvoj břehů jezera nicméně vzbudil na počátku 21. století zájem UNESCO, neboť jezero a jeho mokřady jsou součástí světového dědictví a výstavba nových areálů, především pro vodní sporty a další turistiku by jeho podobu ovlivnily. Maďarská vláda se nakonec rozhodla některé části svého projektu na rozvoj okolí jezera přepracovat.

## Obyvatelstvo
Větší obce a přístavy jsou Illmitz, Podersdorf, Weiden am See, Neusiedl am See, Jois, Breitenbrunn, Purbach, Oggau, Rust a Mörbisch v Rakousku, a Fertőrákos v Maďarsku. Další obce v okolí jsou Apetlon, Winden am See, Donnerskirchen, Oslip, Fertőboz, Fertőd, Balf, Wolfs, Mekszikópuszta, Fertőhomok, Hegykő, Sarród a Fertőújlak.

## Ekonomika
Jezero mělo v minulosti hospodářský význam kvůli chovu ryb, v současné době je také oblíbenou turistickou destinací. Na jeho břehu se nachází i několik resortů, například Seebad Mörbisch. Rákos z břehů jezera se rovněž v minulosti těžil a využíval k různým účelům. Mezi místními bylo známé také jako Vídeňské moře.
Jezero je oblíbené pro vodní sporty, jako je např. windsurfing.
Díky velké vodní mase, která pomáhá stabilizovat teplotní výkyvy, je okolí jezera vhodné pro pěstování vína. Jezero, které akumuluje teplotu a během noci vypouští teplo do krajiny znemožňuje jarní mrazíky.

## Doprava
Okolo jezera jsou vedeny klíčové komunikace. Na severní straně jezera se k němu přibližuje rakouská dálnice A4, Mezi obcemi Mörbish am See a Illmitz je provozován přívoz. Zmíněný plán na výstavbu mostu přes jezero nebyl uskutečněn. V letních měsících je na jezeře v provozu lodní doprava.